# Charles Linglet
Charles Linglet (* 22. Juni 1982 in Montréal, Québec) ist ein kanadischer Eishockeyspieler mit belarussischer Staatsbürgerschaft, der zuletzt bis Januar 2024 bei den Florida Everblades aus der ECHL unter Vertrag gestanden und dort auf der Position des linken Flügelstürmers gespielt hat. Den Großteil seiner Karriere verbrachte Linglet jedoch in der American Hockey League (AHL) und der Kontinentalen Hockey-Liga (KHL), wo er jeweils über 300 Partien absolvierte. Zudem kam er zu fünf Einsätzen für die Edmonton Oilers in der National Hockey League (NHL).

## Karriere

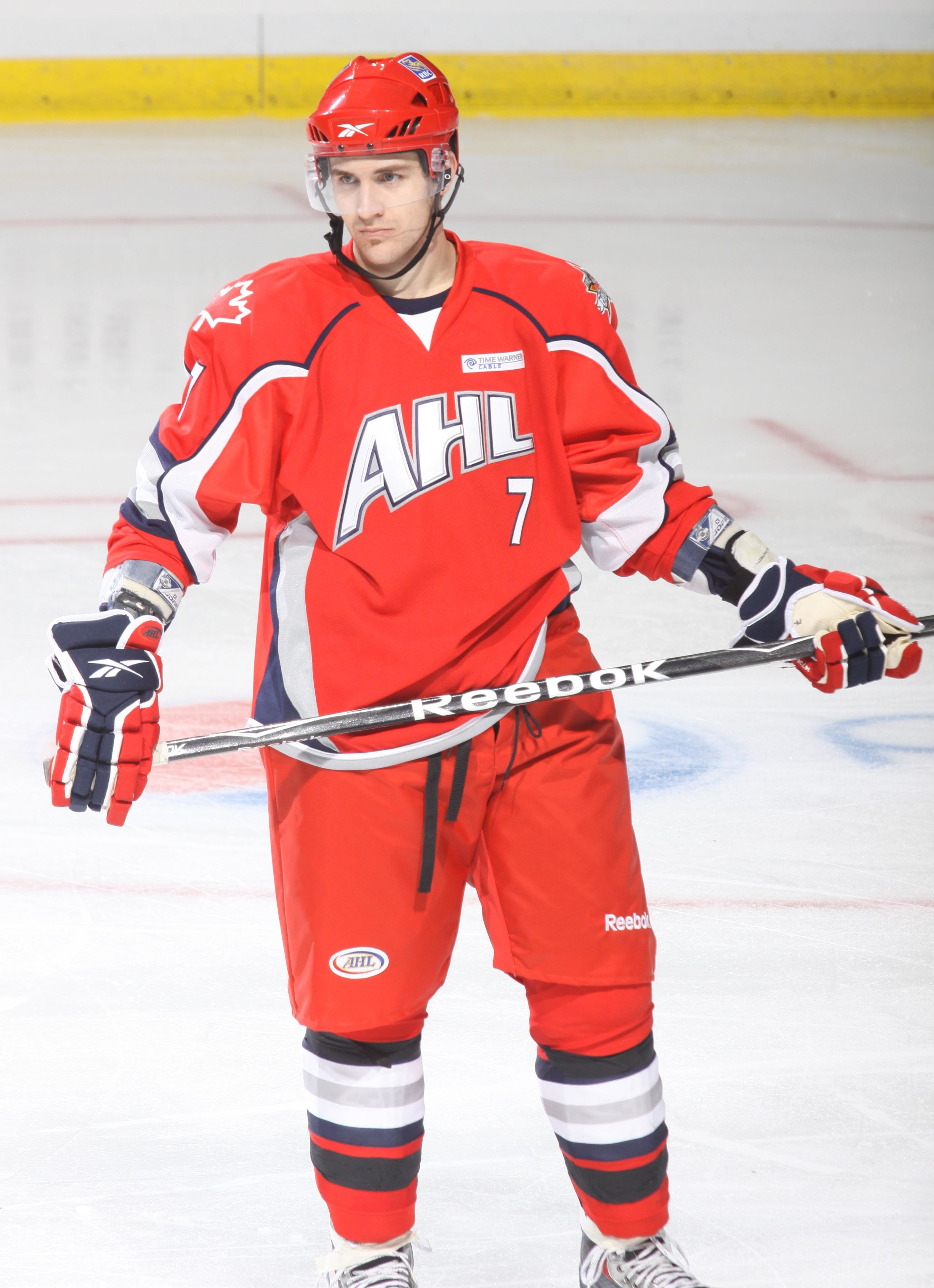
Linglet beim AHL All-Star Classic 2010

Charles Linglet begann seine Karriere als Eishockeyspieler bei Drakkar de Baie-Comeau, für das er von 1999 bis 2003 in der kanadischen Juniorenliga Ligue de hockey junior majeur du Québec (LHJMQ) aktiv war. Anschließend spielte er von 2003 bis 2005 für die Alaska Aces in der ECHL. Parallel bestritt der Flügelspieler zudem in der Saison 2003/04 sieben Spiele für die Utah Grizzlies in der American Hockey League (AHL). Von 2005 bis 2009 stand er bei den Peoria Rivermen in der AHL unter Vertrag, wobei er in der Saison 2005/06 parallel für die Las Vegas Wranglers in der ECHL spielte und im Laufe der Saison 2008/09 zum AHL-Ligarivalen Springfield Falcons wechselte. Für deren Kooperationspartner Edmonton Oilers absolvierte er in der Saison 2009/10 fünf Spiele in der National Hockey League (NHL).
Für die Saison 2010/11 wurde Linglet von Torpedo Nischni Nowgorod aus der Kontinentalen Hockey-Liga (KHL) verpflichtet. Im Mai 2011 erhielt der Kanadier einen Kontrakt beim HK Dinamo Minsk und nahm im Laufe der Spielzeit 2011/12 die belarussische Staatsbürgerschaft an. Im Januar 2013 wurde sein Vertrag mit Dinamo vorzeitig aufgelöst und Linglet wechselte in die Schweizer National League A zum HC Lugano. Für diesen absolvierte er in der Folge nur acht Einsätze und wurde Ende Mai 2013 vom KHL-Neuling KHL Medveščak Zagreb aus Kroatien verpflichtet.
Im Mai 2014 kehrte er zum HK Dinamo Minsk zurück, wo er bis November 2016 spielte. Zwischen Ende Dezember 2016 und Ende Januar 2017 absolvierte er elf Partien für den finnischen Erstligisten Tappara Tampere, ehe er zu den Eisbären Berlin in die Deutsche Eishockey Liga (DEL) wechselte. Nach der Saison 2016/17 kehrte er zum HK Dinamo Minsk zurück, wo er ein kurzes einjähriges Gastspiel gab. Im Sommer 2018 wechselte der gebürtige Kanadier zum walisischen Klub Cardiff Devils, mit dem er die folgenden beiden Spielzeiten in der Elite Ice Hockey League (EIHL) antrat.
Nach der Saison 2019/20 zog sich der 38-Jährige weitgehend aus dem Spielbetrieb zurück. Erst im Januar 2024 kehrte Linglet nach mehr als dreieinhalb Jahren Pause im Trikot der Florida Everblades aus der ECHL in den Spielbetrieb zurück. Das Arbeitsverhältnis wurde jedoch im selben Monat nach nur zwei Einsätzen wieder aufgelöst.

## Erfolge und Auszeichnungen
| - 2002 LHJMQ First All-Star Team - 2004 Teilnahme am ECHL All-Star Game - 2010 Teilnahme am AHL All-Star Classic - 2010 AHL Second All-Star Team | - 2015 KHL-Stürmer des Monats Februar - 2019 EIHL-Playoffgewinn mit den Cardiff Devils - 2019 EIHL All-Star Second Team |

## Karrierestatistik
Stand: Ende der Saison 2023/24

### International
Vertrat Belarus bei:
- Weltmeisterschaft 2016

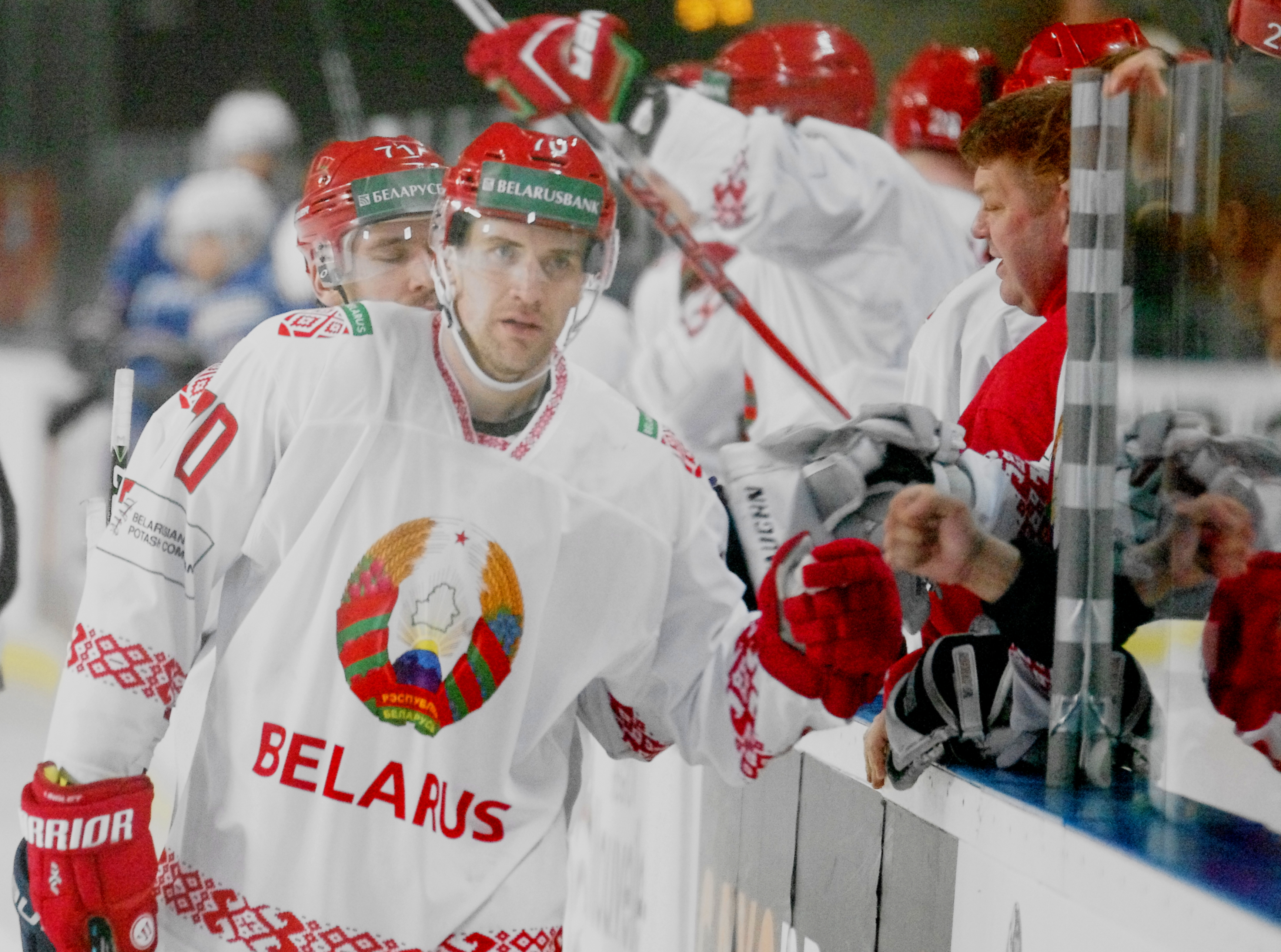
Charles Linglet im Trikot der belarussischen Nationalmannschaft (2017)

- Qualifikationsturnier für die Olympischen Winterspiele 2018
- Weltmeisterschaft 2017
- Weltmeisterschaft 2018

(Legende zur Spielerstatistik: Sp oder GP = absolvierte Spiele; T oder G = erzielte Tore; V oder A = erzielte Assists; Pkt oder Pts = erzielte Scorerpunkte; SM oder PIM = erhaltene Strafminuten; +/− = Plus/Minus-Bilanz; PP = erzielte Überzahltore; SH = erzielte Unterzahltore; GW = erzielte Siegtore; 1 Play-downs/Relegation; Kursiv: Statistik nicht vollständig)